# Vụ Mường Thanh
Vụ Mường Thanh là vụ tập đoàn xây dựng Mường Thanh bị điều tra tại 21 tỉnh, thành về những vị phạm có hệ thống với những dự án, công trình đồ sộ ngay giữa các đô thị, TP lớn, có dấu hiệu trốn thuế. Vài năm trở lại đây (2017), tập đoàn Mường Thanh liên tiếp bị “tố” sai phạm trong hàng loạt dự án với các lỗi như: tăng số tầng, tăng số căn hộ, thay đổi thiết kế ban đầu của dự án, thiếu nghiệm thu phòng cháy chữa cháy...
Ngày 8/7/2019 chủ tịch Tập đoàn Mường Thanh Lê Thanh Thản cũng là Chủ tịch Hội đồng quản trị kiêm Tổng Giám đốc Công ty Cổ phần sản xuất - xuất nhập khẩu Bemes bị khởi tố và bị khám xét nhà, nơi làm việc về tội "Lừa dối khách hàng".

## Tập đoàn Mường Thanh
Tiền thân của Tập đoàn Mường Thanh là Xí nghiệp Xây dựng tư nhân số 1 Lai Châu do ông Lê Thanh Thản thành lập những năm 90. Sau đó công ty đổi tên thành Doanh nghiệp Tư nhân xây dựng số 1 Lai Châu, và nay là Doanh nghiệp Tư nhân xây dựng số 1 tỉnh Điện Biên, có trụ sở tại Điện Biên.
Năm 1993, doanh nghiệp này xây dựng khách sạn Điện Biên Phủ tại Điện Biên. Năm 1996, tỉnh Lai Châu đề nghị công ty tiền thân của Mường Thanh nhượng lại khách sạn Điện Biên Phủ và đối ứng bằng một khu đất giá trị khác. Sau khi đổi lấy, công ty tiến hành xây dựng khách sạn Mường Thanh năm 1997. Đây cũng là thời điểm mở đầu cho sự ra đời của thương hiệu Mường Thanh. Hiện Mường Thanh có 45 khách sạn, riêng tại Nghệ An với 10 khách sạn, được điều hành bởi tổng giám đốc Lê Thị Hoàng Yến, sinh năm 1987, là con cả của ông Thản, từng du học 7 năm tại nước Anh.
Năm 2000, Mường Thanh về thủ đô Hà Nội với kế hoạch kinh doanh bất động sản, xây chung cư cho khách hàng bình dân. Các dự án chung cư của Mường Thanh cũng có tại các tỉnh thành như Bắc Ninh, Khánh Hòa, Hà Đông, Nghệ An, Đà Nẵng, Nha Trang.
Ngoài ra, Mường Thanh còn có bệnh viện Đa khoa Phủ Diễn, Nghệ An được thành lập từ năm 2007. Trong lĩnh vực du lịch Mường Thanh rót vốn 70 tỷ đồng mua cổ phần của CTCP Du lịch Dầu khí Phương Đông. Hiện tại, thông qua các cá nhân và tổ chức liên quan, ông Thản đang nắm giữ khoảng 10,05 triệu cổ phần tại Phương Đông, tương đương hơn 67% vốn điều lệ công ty này. Cá nhân ông Thản còn đang sở hữu trại bảo tồn động vật hoang dã Trại Bò rộng 100ha, riêng vườn thú rộng 35ha ở Diễn Lâm, Diễn Châu, Nghệ An, với nhiều loài động vật quý hiếm như tê giác, sư tử, hổ, bò tót... Chi phí vận hành hàng năm khoảng 5 tỷ đồng.
Tính đến cuối năm 2019, Tập đoàn Mường Thanh có vốn điều lệ trên 3.270 tỷ đồng. Trong đó ông Lê Thanh Thản nắm giữ 68,7% vốn, bà Hoàng Yến nắm giữ 19% vốn, ông Đỗ Trung Kiên (chồng bà Hoàng Yến) nắm giữ 8,2% vốn, còn lại 3,9% vốn thuộc quyền sở hữu của ông Lê Hải An. 
Ngày 10/7/2019, ông Lê Thanh Thản bị Công an thành phố Hà Nội khởi tố với tội danh lừa dối khách hàng và được tại ngoại trong quá trình điều tra.

## Sai phạm của Mường Thanh
Báo Tuổi Trẻ cho là "Mường Thanh sai phạm từ Bắc đến Nam" và "hầu hết các sai phạm sau đó đều được hợp thức hóa". Cụ thể :
- Hà Nội: 2015 Tổ hợp nhà ở giá rẻ khu Linh Đàm, Hoàng Mai gồm 4 khối, 12 tòa nhà cao 36-41 tầng. Cho phép chỉ 35 tầng. 2016 Dự án 6 khối nhà chung cư Đại Thanh, xã Tả Thanh Oai, Thanh Trì, bán hết cho người mua khi chưa hoàn tất thủ tục theo quy định.
- TP.HCM: 2014 chỉ được cấp phép khoan thăm dò khu đất ở số 8A Mạc Đĩnh Chi, P. Bến Nghé, Q. 1, nhưng lại tổ chức thi công các tầng hầm và sàn tầng 1.
- Cần Thơ: 2014 được cấp phép xây dựng phần móng cho công trình khách sạn 19 tầng, nhưng lại xây luôn, đến tầng 6 thì bị phát hiện.
- Đà Nẵng: Tổ hợp khách sạn Mườn Thanh và chung cư Sơn Trà biến nhà trẻ, nhà giữ xe, khu sinh hoạt cộng đồng thành 104 căn hộ để bán.
- Đắk Lắk: Khách sạn Mường Thanh xây không giấy phép ngay tại trung tâm Ban Mê Thuột xây dựng không phép bị xử phạt trong năm 2016,.
- Khánh Hòa: 2013 Dự án Khách sạn Mường Thanh san lấp bãi biển trong danh thắng quốc gia vịnh Nha Trang để làm tổ hợp khách sạn và chung cư 28 tầng nhưng không có định giá tác động môi trường. 2016 Công trình Mường Thanh Khánh Hòa (TP. Nha Trang) xây vượt tầng 43 trong khi chỉ được phép xây 40 tầng. Dự án tổ hợp khách sạn chung cư Mường Thanh Nha Trang Centre cũng xây vượt tầng cho phép.

Dự án Khách sạn Mường Thanh Quảng Ngãi bị thu hồi vào tháng 5/2017. Trước đó, khách sạn Mường Thanh Mũi Né và Khách sạn Mường Thanh Sài Gòn cũng từng bị đình chỉ thi công, Khách sạn Mường Thanh Thanh Hóa và Mường Thanh Quảng Ninh bị phạt do không có giấy phép xây dựng.

### Sai phạm ở Hà Nội
Trả lời cử tri, ông Nguyễn Đức Chung, chủ tịch UBND TP Hà Nội, ngày 14.12.2016 cho biết vừa qua cơ quan chức năng đã kiểm tra khu nhà ở Đại Thanh do Xí nghiệp xây dựng tư nhân số 1 Lai Châu làm chủ đầu tư và thấy có những vi phạm hết sức nghiêm trọng: “Thứ nhất là xây dựng không phép. Thứ hai là xây dựng quá chiều cao quy định. Tiếp nữa là xây cả vào khu không được phép xây như các vị trí quy hoạch dải cây xanh. Các khu này xây xong thì người dân đã vào ở và bán hết rồi. Tiếp nữa là các tiêu chuẩn về phòng cháy chữa cháy cũng không đủ, dân cũng chưa cấp được sổ đỏ”. Theo ông Chung, hồ sơ vụ việc đã được chuyển cho cơ quan điều tra của Công an thành phố thụ lý điều tra.
Ngày 5-7-2017, Thiếu tướng Đoàn Duy Khương - Giám đốc Công an thành phố Hà Nội - khẳng định tại phiên chất vấn của HĐND TP- Doanh nghiệp tư nhân số 1 tỉnh Điện Biên và Công ty Cổ phần sản xuất nhập khẩu Bemes (thuộc tập đoàn Mường Thanh) triển khai rất nhiều dự án trên địa bàn, với 12 dự án đã xây dựng và đưa vào sử dụng. Các dự án này qua điều tra đều có dấu hiệu trốn thuế và vi phạm về quy định về quản lý nhà ở theo điều 273 Bộ luật Hình sự.

### Vụ công trình Mường Thanh Khánh Hòa
UBND tỉnh Khánh Hòa chấp thuận cho Doanh nghiệp tư nhân xây dựng số 1 Điện Biên xây dựng công trình Mường Thanh Khánh Hòa với 47 tầng và 1 tầng kỹ thuật, chiều cao tối đa là 147,5m. Tuy nhiên việc này không tuân thủ quy hoạch chung TP Nha Trang đến năm 2025 đã được Thủ tướng phê duyệt 2012 (các tòa nhà cao tối đa 40 tầng). Sau đó, UBND tỉnh xin ý kiến Thủ tướng Chính phủ về việc điều chỉnh chiều cao nhưng không được chấp thuận, và phải thông báo yêu cầu doanh nghiệp lập phương án điều chỉnh kiến trúc công trình không vượt quá 40 tầng. Chủ đầu tư cũng có văn bản cam kết nhưng sau đó không thực hiện, vẫn cố tình vi phạm, xây vượt lên 43 tầng.
Ngày 4-3, một lãnh đạo Sở Xây dựng Khánh Hòa cho biết sẽ “cắt ngọn” các tầng xây vượt chiều cao khống chế (40 tầng) đối với công trình Mường Thanh Khánh Hòa. Phản ứng về thông tin tỉnh “cắt ngọn” công trình Mường Thanh Khánh Hòa, ông Lê Thanh Thản - giám đốc Doanh nghiệp tư nhân xây dựng số 1 Điện Biên nói “chưa nhận được thông báo nào của sở”, và tự tin cho biết, “không thể có chuyện đó”.

### Bị phạt về an toàn thực phẩm
Tháng 2/2017 báo công an TPHCM đưa tin cơ quan chức năng quyết định xử phạt hành chính Nhà hàng khách sạn Mường Thanh (Thị xã Kỳ Anh, Hà Tĩnh) 10 triệu đồng vì sử dụng nguyên liệu hết hạn để chế biến thực phẩm. Trước đó, tháng 1/2016 đoàn kiểm tra Liên ngành tỉnh Quảng Nam cũng tiến hành kiểm tra và phát hiện Khách sạn Mường Thanh Quảng Nam vi phạm quy định về an toàn thực phẩm, trong đó có việc sử dụng thực phẩm quá hạn.

### Trách nhiệm pháp lý
Theo luật sư Tô Ngọc Minh Tuấn, khởi tố vụ án đối với Mường Thanh không đồng nghĩa với việc chủ tịch tập đoàn phải chịu trách nhiệm. Nếu tội phạm xảy ra ở một công ty thuộc Tập đoàn thì người có thể bị truy cứu trách nhiệm hình sự chính là người có trách nhiệm đối với công ty và cũng là chủ đầu tư công trình cụ thể của công ty.
Theo luật gia Phạm Văn Chung, khi doanh nghiệp sai phạm bị xử lý, thậm chí khởi tố hình sự thì cơ quan quản lý, chính quyền địa phương, cá nhân có thẩm quyền không thể vô can. Do đó cần phải xem xét, xử lý trách nhiệm của các cơ quan, cá nhân có thẩm quyền trong việc quản lý hoạt động xây dựng ở các địa bàn, địa phương có công trình xây dựng trái phép.
Luật sư Trần Công Ly Tao cho rằng địa phương nào cũng có bộ máy nhân sự với đầy đủ quyền hạn cùng các công cụ pháp luật cần thiết để quản lý việc xây dựng của tập đoàn này: “Khi Mường Thanh bất chấp lệnh đình chỉ thi công và quyết định buộc tháo dỡ công trình vi phạm và những cán bộ, công chức có thẩm quyền cũng không tổ chức cưỡng chế để vi phạm phải được xử lý triệt để thì những cán bộ đó cũng phải chịu trách nhiệm liên đới” 

## Vụ CT6
Ông Thản bị khởi tố liên quan vi phạm pháp luật tại dự án đầu tư xây dựng Tổ hợp chung cư cao cấp và thương mại Bemes (CT6), phường Kiến Hưng, quận Hà Đông, TP Hà Nội.
Về dự án CT6, dự án có quy hoạch thiết kế được duyệt là 2 tòa, gồm CT6A và CT6B, song chủ đầu tư là Công ty Cổ phần sản xuất - xuất nhập khẩu Bemes, mà ông Thản đứng tên làm Tổng giám đốc, tự ý xây thêm 4 căn biệt thự và toà CT6C, sai so với quy hoạch được duyệt. Khi mua căn hộ không được cấp sổ hồng, người mua đã gửi đơn lên nhà chức trách. quy hoạch được duyệt của dự án CT6 cho hay, nơi đây có 936 căn hộ cao tầng và 34 căn thấp tầng, biệt thự liền kề. Thế nhưng, Công ty cổ phần sản xuất - xuất nhập khẩu Bemes xây 1.590 căn hộ (tăng 654 căn) và 38 căn biệt thự liền kề, nhà thấp tầng.,
Sau hơn 3 năm bị khởi tố điều tra, ngày 23/4/2023, Viện Kiểm sát nhân dân thành phố Hà Nội đã truy tố ông Thản về tội "Lừa dối khách hàng".
Ông Thản sẽ phải hầu tòa ngày 10.08.2023 với cáo buộc chỉ đạo xây trái phép một tòa nhà và nhiều căn hộ tại quận Hà Đông, quảng cáo gian dối lừa gần 500 người mua. Ông bị khởi tố, áp dụng biện pháp cấm đi khỏi nơi cư trú từ 4 năm trước, ngày 5/7/2019. Cùng ra toà với ngày 10/8 với ông Thản có sáu người bị truy tố tội Thiếu trách nhiệm gây hậu quả nghiêm trọng, theo khoản 2 Điều 285 Bộ luật Hình sự 1999, gồm: ông Nguyễn Duy Uyển (cựu chủ tịch UBND phường Kiến Hưng, Hà Đông), Vương Đăng Quân (cựu phó chánh Thanh tra Xây dựng quận Hà Đông), Mai Quang Bài (cán bộ Đội Quản lý trật tự xây dựng quận Hà Đông) và Bùi Văn Bằng, Đỗ Văn Hưng, Nguyễn Văn Năm. 